# Bratčice
Bratčice es una localidad situada en el distrito de Brno-campo, en la región de Moravia Meridional, República Checa. Tiene una población estimada, a principios de 2021, de 713 habitantes.
Está ubicada en el centro-oeste de la región, cerca de la orilla del río Svratka —un afluente del río Dyje, que es afluente del Morava, el cual, a su vez, es afluente del Danubio— y de la frontera con la región de Vysočina.